# Попучке
Попучке је насељено место града Ваљева у Колубарском округу. Према попису из 2022. било је 2492 становника.

## Географија

### Рељеф и воде
Површина целог села је 1476 ха, 89 ар, 89 м². Село се налази на десној обали реке Рабас према Лукавцу. Сеоске куће су под падинама и јаругама, а спуштају се и у долину саме Колубаре. Оне су на северној страни од Кривошије, речице која протиче кроз село. Сеоско земљиште на којем су куће неравно је и бреговито, али се врло благо спушта у Рабаску и Колубарску долину, које су равне и ненасељене.
Главнија узвишења су: Мрамор до Забрдице, Кременица до Јасенице и Златарић по врху села до Дупљаја.
Испод Мрамора спушта се 4-5 км дугачка, врло дубока, 20-200 м широка јаруга која је спушта у долину реке Рабас. Са друге стране Мрамора, постоји друга јаруга која је кратка, уска и продужава се у корито сеоског потока, којим снежна и кишна вода отичу у Кривошију.
У Попучкама ако има извора, има их по јаругама или при силаску самих брегова у равницу. Свака кућа поред извора има и свој бунар. Главније текућице, поред пограничних река Колубаре и Рабаса су Кривошија, која долази из Забрдице и Јасенице, тече кроз равнији јужни део села и улива се у Колубару. Речица, је назив сеоског потока којим се кишна и снежна вода сливају у Кривошију.

### Земље и шуме
Попучке су једно од најбогатијих рабаских села квантитетом и квалитетом своје зиратне земље. Најбоље земље за кукуруз су око Колубаре, а за стрмне усеве по брдима, око села и по брдским и брежуљкастим падинама. Одличне ливадске земље су око Рабаса и ушћа Љубостиње, а особито добре земље за испашу око Кривошије и Рабаса. Колубарски потеси зову се: Косирић, при ушћу Рабаса и Брашиновац на западу од ушћа Кривошије.
Имају мало своје шуме, више ораница. По Колубари, Рабасу, Кривошији и Горићу имају велике и најлепше забране лиснатог дрвета, али главни део села трпи велику оскудицу у дрвима.

### Тип села
Попучке су село разбијеног типа. Горић је на западној страни села, издваја се из села као засебна и имовна и географска целина. Са правим селом везује га лак саобраћај и близина.
Засеоци су: Брђанија, Горић, Греда, Иверак, Јаруге, Кривошија, Ливаде 1, Ливаде 2 и Река.
Попучке се граниче са Лукавцем и Дупљајем, Јасеницом, Забрдицом и Доњом Грабовицом.

## Етимологија имена
Постоје два предања о томе како је село добило име:
- По првом предању, за време Турака, када су вођене борбе и дизани устанци, позната је битка у долини реке Рабас, где је ћуприја била урушена, па су војници покушавајући да превазиђу ову препреку постављали своје пушке преко те ћуприје како би преко њих прешли на другу страну. По пушкама, одатле По-пучке, што је касније изговарањем добило свој садашњи облик.
- По другом предању, у давна времена живео је неки Иван, страстан ловац, који је једног дана пошавши у лов кроз густу, непроходну, препуну срнама, кошутама и дивљачи шуму, спазио једну срну на коју је одмах нанишанио и упркос забрани виле, која се тог истог маха створи пред њим, да не пуца, Иван не послуша и би ослепљен. Дуго је ту стајао све док се не нађе на невољи да треба ићи, те узе своју пушку и по њој дође кући. Одатле прича како слепи Иван дође кући „по пушци“, па село доби име Попучци, па се то касније промени у Попучке.[1][2]

## Историја

### Порекло становништва и оснивање села
*Напомена - следе подаци из књиге IV, „Насеља српских земаља“ објављене од Јована Цвијића 1907. године у Београду:
Старо село је било у Речици, куће су биле око кућа Јанкићевића на 300 m од садашње школе. Најстарија породица у селу је Булајића, чији је последњи потомак одавно преминуо. Као што се за Булајиће не зна са које су се стране доселили, тако се не зна порекло и још неких породица, које се сматрају стариницма и оснивачима села. Те најстарије породице су: Терзићи, Симићи и Шашићи.
Терзићи су позната свештеничка кућа, у сродству су са Јанкићевићима и Симеуновићима. Славе Ђурђиц. Симића кућа је су сродству са Пајићима и Којићима. Славе св. Јована. Шашићи су некад били једна од најугледнијих породица, коју су Турци много расејавали и које има по Поцерини. Славе св. Николу.
У најраније досељене породице у селу рачунају се Деспотовићи, који су род са баболучким Симеуновићима, досељени пред крај 17. столећа из Куча у Црној гори, па прво насељени у Љештанском, округу ужичком и одатле сишли Ваљеву и поделили се, па једни отишли у Забрдицу и Бабину Луку, а они дошли овде. Деспотовићима су близак род Богићевићи и Милчевићи. Славе св. Николу.
Исто кад и Деспот, доселио се и стари Мишко (Милорад) с Повија на Чеву. Од овог Мишка су: Мишковићи, Бранковићи и Станићевићи. Славе св. Арханђела.
Мало после Мишка, али пре аустријске окупације, доселио се и Ранко са својом продицом из Будимље у Старом Влаху. Од Ранка су: Ранковићи и Стојићи. Славе св. Јована.
У доба аустријске окупације, одмах првих година доселили су се из Барича, округа београдског данашњи Зазићи или Јелисавчићи. Они су се доселили у 2 куће и растурили по целом селу, осим Горића. Од њих су: Јелисавчићи (Зазићи), Рашићи, Нићифоровићи, Чубровићи, Јеремићи, Даниловићи, Мирковићи и Кузновићи. Славе св. Јована.
Мало после Зазића, али после аустријске окупације, доселили су се из Осата Радукићи. С њима су у сродству и Милановићи, досељени као мајстори. Славе св. Ђурђа.
Кад и ови, досељени су из никшићких Рудина данашњи Радојчићи, с којима су у сродству: Савићи (описани доле), Јеросимићи, Петронијевићи, Станојевићи, Живковићи и Јеремићи. Славе св. Ђурђа.
За време Кочине крајине сишао је Филип из Зарожја у округу ужичком и од њега су Филиповићи и Војисављевићи. Славе св. Јована. Кад и Филип, са Стрмне Горе сишао је и Антоније и од њега су Антонијевићи, који славе св. Николу. Са њима је, из Лелића, прешао предак данашњих Јаковљевића, који такође славе св. Николу. У ово доба тек се почео насељавати Горић и у њега се прво доселио предак данашњих Стојановића из Дробњака из Превиша, од породице Томића. Славе светог Николу. У Горић се тад доселила и породица Зарића из Будимље у Старом Влаху који славе светог Ђурђа. У Попучке прешла је и Козличка породица из Козлице у Бачевцима из породице Ђурића. Прво су били у Пироману, па се тек овде доселили. Славе Ђурђиц.
У првом устанку доселили су се Богдановићи из Маоча у Полимљу - славе светог Николу. Равићи су из Суводања, доселила их Баба Рава, славе светог Тому. Росићи су из Бранеговића од породице Милићевића, славе св. Ђурђа. Грбићи су с Његуша у Црној Гори и славе светог Стевана. Јосиповићи у Горићу су из Заруба од тамошњих Павића, славе св. Марту. Јовановићи су из Црвеног Дола на Чеву и славе св. Лазара, док су Мијаиловићи (Швабићи) од неког Банаћанина. Славе светог Ђурђа.
Досељеници из новијег доба (након првог устанка до 1907. - тј. изласка ове књиге у штампу) су: Мијаиловић из Бабине Луке, Милосављевић из Оклеца, Миловановић из Оглађеновца од тамошњих Бражђана, Јелић из Солтуше (округа ужичког), Милосављевић из Стојића у округу ужичком, Павићевић из Штрбаца у Старом Влаху, Алексић у Горићу је из Јасенице, Савић и Јелић из Горића су из Црне Горе са Чева,са тим што су Савићи једни од најпознатијих,а може се рећи и најраспрострањенијих. Сматра се да ће управо њихови потомци бити они који ће очувати село. Данас су познати као Симбол Попучака. Пантић је из Осата, Ђукић је из Маоча у Полимљу, Пејић је из Брезовице, Чкрбић је из Колашина, док је Пантић из ваљевске Брезовице.

## Развој становништа
Према списку ваљевске епархије, 1735. године било је 13 домова у овом селу. 1818. према харачким тефтерима било је 113 породица и 288 харачких личности. 1866. године попис бележи 88 домова са 774 становника. 1890. било је 149 домова са 1141 становником, док је 1900. било 127 домова са 1054 становника.
Горић се у прво време звао Крушчиш, али је због тадашње многе шуме усвојен данашњи назив Горић. Подаци из 1900-их казују да је судница била у Лукавцу, црква у Рабровици, а да су Попучке припадале Луковачкој општини у срезу Ваљевском.

### Црква
Црква Вазнесења Господњег налази се у самом срцу села и још увек је у изградњи. Као што је раније поменуто, мештани Попучака посећивали су цркву у Рабровици до скоро. Грађена је по узору на цркву из Великих Црљена. Пројектовао ју је архитекта Милосављевић, у српско-византијском стилу. Спољни габарит износи 19,50 x 12 м². Иконе су рад Миће Параментића.
Гробље је у средини села на брду за Попучке, док Горић има засебно гробље.
- Црква Вазнесења Господњег
- Улаз у цркву

## Демографија
У насељу Попучке живи 2117 пунолетних становника, а просечна старост становништва износи 39,1 година (38,2 код мушкараца и 40,0 код жена). У насељу има 871 домаћинство, а просечан број чланова по домаћинству је 2,99.
Ово насеље је великим делом насељено Србима (према попису из 2002. године), а у последња три пописа, примећен је пораст у броју становника.
|  |

| Демографија | Демографија | Демографија |
| Година      | Становника  | Становника  |
| ----------- | ----------- | ----------- |
| 1948.       | 1.647       |             |
| 1953.       | 1.786       |             |
| 1961.       | 1.741       |             |
| 1971.       | 1.752       |             |
| 1981.       | 1.964       |             |
| 1991.       | 2.419       | 2.357       |
| 2002.       | 2.607       | 2.692       |

| Етнички састав према попису из 2002.‍ | Етнички састав према попису из 2002.‍ | Етнички састав према попису из 2002.‍ | Етнички састав према попису из 2002.‍ | Етнички састав према попису из 2002.‍ |
| ------------------------------------ | ------------------------------------ | ------------------------------------ | ------------------------------------ | ------------------------------------ |
|                                      |                                      |                                      |                                      |                                      |
| Срби                                 | Срби                                 |                                      | 2.519                                | 96,62%                               |
| Роми                                 | Роми                                 |                                      | 27                                   | 1,03%                                |
| Југословени                          | Југословени                          |                                      | 5                                    | 0,19%                                |
| Црногорци                            | Црногорци                            |                                      | 3                                    | 0,11%                                |
| Хрвати                               | Хрвати                               |                                      | 1                                    | 0,03%                                |
| Руси                                 | Руси                                 |                                      | 1                                    | 0,03%                                |
| Бугари                               | Бугари                               |                                      | 1                                    | 0,03%                                |
| непознато                            | непознато                            |                                      | 45                                   | 1,72%                                |

## Привреда

### Пољопривреда
Од стоке се гаје краве, свиње и живина, од поврћа парадајз, паприка, грашак, боранија, пасуљ, кромпир, краставац, лук, цвекла, ротква. Од житарица највише пшеница, кукуруз, овас, јечам и зоб. Од воћа, највише има шљиве и то Маџарке пре свега, од које се прави ракија.
Сви производи се продају на пијаци. Већином се самостално наступа. Земљорадничка задруга села више не функционише, просторије су затворене.

### Саобраћај
Село Попучке се налази на путу Ваљево-Београд на удаљености 10 km од Ваљева и 90 km од Београда. Кроз Попучке пролази регионални пут М4. Из села се може отићи у два правца, на Уб и према Шапцу. Већина путева која повезују село са градом је асфалтирана, али подлога путева је лошег квалитета.

## Управа
Месна канцеларија постоји од после Другог светског рата, када си и остале месне канцеларије почеле да се отварају. Обавља све послове везане за грађанство, издавање извода из матичних књига: рођених, умрлих, венчаних, уверења о држављанству. Месна канцеларија ради само за потребе села Попучке. Налази се у засеоку Иверку, у згради заједно са поштом.

## Школство
Школа постоји од 1. септембра 1999. као самостална, а пре тога је била у саставу ОШ „Ваљевски НОП одред“, познатије као VII школа која се налази у Новом насељу у Ваљеву. Име школа носи по Светом Сави и има 8 разреда. Школа има једну библиотеку која броји 8200 наслова, издаје школски лист и организује приредбе.

## Здравство и култура
У селу постоји здравствена амбуланта, где једном недељно долази лекар из Дома здравља Ваљево, у чијем је оквиру ова амбуланта. Нема зубне амбуланте, стоматолога, нити зубног техничара. Постоје две приватне ветеринарске амбуланте са по два ветеринара и два ветеринарска техничара.
Село нема дом културе нити обданиште.

## Спорт
Активан је фудбалски спортски клуб „Полет Попучке“, са тереном за велик фудбал и свлачионицама. Званично се такмичи у Окружној лиги Колубаре(5.ранг)
Постоји терен за мале спортове на Иверку, одбојку, кошарку, мали фудбал; ограђен, бетониран, са расветом. Постоји рукомет секција клуба „Полет Попучке“. У самом селу спортски турнири се не организују.

## Познате личности
- проф. др Радивоје Грбић, бивши декан Медицинског факултета у Београду
- др Божидар Симић, један од првих лекара у Србији

## Галерија
- Улаз у цркву у Попучкама
- Капија на уласку у порту цркве
- Сеоско гробље у Попучкама
- Пошта у Попучкама
- Пут Београд-Ваљево на пролазу кроз село
- Магистрални пут М4
- Улаз у сеоску школу
- Улица
- Воденица у долини Колубаре
- Панорама
- Панорама
- Панорама

## Даљи демографски подаци
| Година пописа     | 1948. | 1953. | 1961. | 1971. | 1981. | 1991. | 2002. |
| ----------------- | ----- | ----- | ----- | ----- | ----- | ----- | ----- |
| Број домаћинстава | 292   | 314   | 395   | 451   | 571   | 734   | 871   |

| Број чланова      | 1   | 2   | 3   | 4   | 5  | 6  | 7 | 8 | 9 | 10 и више | Просек |
| ----------------- | --- | --- | --- | --- | -- | -- | - | - | - | --------- | ------ |
| Број домаћинстава | 166 | 204 | 174 | 191 | 86 | 43 | 2 | 2 | 2 | 1         | 2,99   |

| Пол    | Укупно | Неожењен/Неудата | Ожењен/Удата | Удовац/Удовица | Разведен/Разведена | Непознато |
| ------ | ------ | ---------------- | ------------ | -------------- | ------------------ | --------- |
| Мушки  | 1.105  | 329              | 686          | 44             | 37                 | 9         |
| Женски | 1.119  | 204              | 675          | 187            | 46                 | 7         |
| УКУПНО | 2.224  | 533              | 1.361        | 231            | 83                 | 16        |

| Пол    | Укупно                    | Пољопривреда, лов и шумарство | Рибарство                            | Вађење руде и камена | Прерађивачка индустрија       |
| ------ | ------------------------- | ----------------------------- | ------------------------------------ | -------------------- | ----------------------------- |
| Мушки  | 571                       | 97                            | 0                                    | 10                   | 183                           |
| Женски | 372                       | 66                            | 0                                    | 0                    | 110                           |
| УКУПНО | 943                       | 163                           | 0                                    | 10                   | 293                           |
| Пол    | Производња и снабдевање   | Грађевинарство                | Трговина                             | Хотели и ресторани   | Саобраћај, складиштење и везе |
| Мушки  | 12                        | 67                            | 44                                   | 15                   | 42                            |
| Женски | 2                         | 9                             | 54                                   | 7                    | 10                            |
| УКУПНО | 14                        | 76                            | 98                                   | 22                   | 52                            |
| Пол    | Финансијско посредовање   | Некретнине                    | Државна управа и одбрана             | Образовање           | Здравствени и социјални рад   |
| Мушки  | 1                         | 32                            | 11                                   | 15                   | 13                            |
| Женски | 1                         | 15                            | 8                                    | 20                   | 60                            |
| УКУПНО | 2                         | 47                            | 19                                   | 35                   | 73                            |
| Пол    | Остале услужне активности | Приватна домаћинства          | Екстериторијалне организације и тела | Непознато            | Непознато                     |
| Мушки  | 7                         | 0                             | 0                                    | 22                   | 22                            |
| Женски | 2                         | 0                             | 0                                    | 8                    | 8                             |
| УКУПНО | 9                         | 0                             | 0                                    | 30                   | 30                            |